# Rogäsen
Rogäsen ist ein kleines Dorf etwa acht Kilometer nördlich von Ziesar und 20 Kilometer westlich von Brandenburg an der Havel. Der Ort gehört heute zur brandenburgischen Gemeinde Rosenau im Amt Wusterwitz im Landkreis Potsdam-Mittelmark und liegt zwischen den eiszeitlich gebildeten Landschaften Karower Platte und Fiener Bruch. Nordöstlich des Dorfes liegt der 67,8 Meter hohe Friedensberg in der Karower Platte. Nördlich Rogäsens entspringt in der Hochfläche der Steinbach und fließt nach Westen ab.

## Geschichte

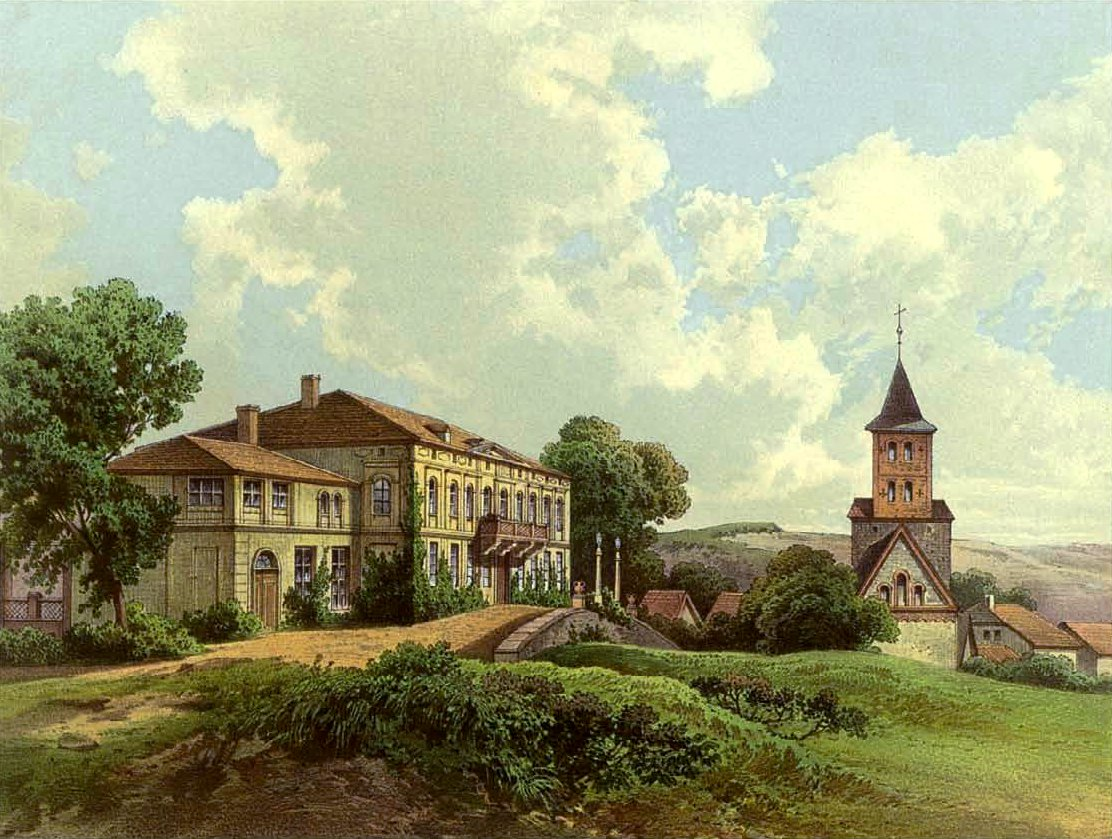
Schloss und Kirche in Rogäsen um 1869/70, Sammlung Alexander Duncker

Der Name des Dorfes ist wendischen Ursprungs. Rogäsen, abgeleitet von einer polabischen Grundform Rogoz'n, bedeutet: "Ort, wo Rohrkolben wachsen. Der Ort wurde im 14. Jahrhundert auch Ragoesen geschrieben; im 16. Jahrhundert wandelte er sich zu Roggesen bzw. Rogesen. Die Wenden wanderten ab dem 7. Jahrhundert in die Region ein. Das Dorf ist damit während oder nach dieser Besiedlungswelle entstanden. Es war über 500 Jahre im Besitz der Familie von Werder. Das Rittergut Rogäsen wurde 1421 erstmals erwähnt. Rogäsen lag an der alten Heerstraße Brandenburg–Magdeburg. Es gab auf dem Gut eine Poststation mit Gespannwechsel. Belegt ist die Tatsache, dass Friedrich der Große bei seiner Rückkehr von einer Truppenschau der Magdeburger Garnison in Rogäsen einen Zwischenhalt einlegen musste, weil ein Rad der Kutsche gebrochen war. Friedrich verweilte, bis die Reparatur beendet war, auf dem Gut der Familie von Werder. Danach erhielt der damalige Landrat Dietrich von Werder vom König den Auftrag, die Melioration (Trockenlegung) des Fiener Bruchs vorzunehmen. Außerdem wurde der durch das Bruch führende hölzerne Fiener Damm gepflastert.
Diese gelungene Umgestaltung veranlasste den König, von Werder als Geheimen Finanzrat nach Berlin zu berufen. Um angemessen übernachten zu können, unterstützte der König den Neubau eines Herrenhauses. Die Familie von Werder war Eigentümer des Schlosses mit Feldern und Wäldern bis 1848. Dann wurde das Schloss wegen Zahlungsunfähigkeit der von Werder mit sämtlichen Grundbesitz versteigert. Der damalige Landrat Gustav Graf von Wartensleben wurde neuer Eigentümer des Rittergutes und des Herrenhauses. Am 30. September 1928 wurde der Gutsbezirk Rogäsen mit der Landgemeinde Rogäsen vereinigt. Einer der letzten Grundbesitzer war der Fideikommissherr Richard Graf von Wartensleben (1871–1935).
1851 wurde nach einem Brand der Schule und den folgenden Arbeiten für einen Neubau der Runenstein von Rogäsen entdeckt. Dessen Inschrift ist bislang nicht entziffert, das Alter nicht bestimmt. Er steht im Kreismuseum Jerichower Land in Genthin.

## Wirtschaft
In Rogäsen ist der Betriebssitz der Agrargenossenschaft Rogäsen eG. Das Herzstück der Landwirtschaft ist die Milchproduktion. Das nahegelegene Fiener Bruch wird für die Weidewirtschaft genutzt. Am ehemaligen Bahnhof von Rogäsen westlich des Ortskerns (an den früheren Strecken von Wusterwitz über Rogäsen nach Görzke und von Rogäsen nach Karow) befindet sich in einer ehemaligen Dampfmolkerei eine Waffelfabrik.

## Kirche

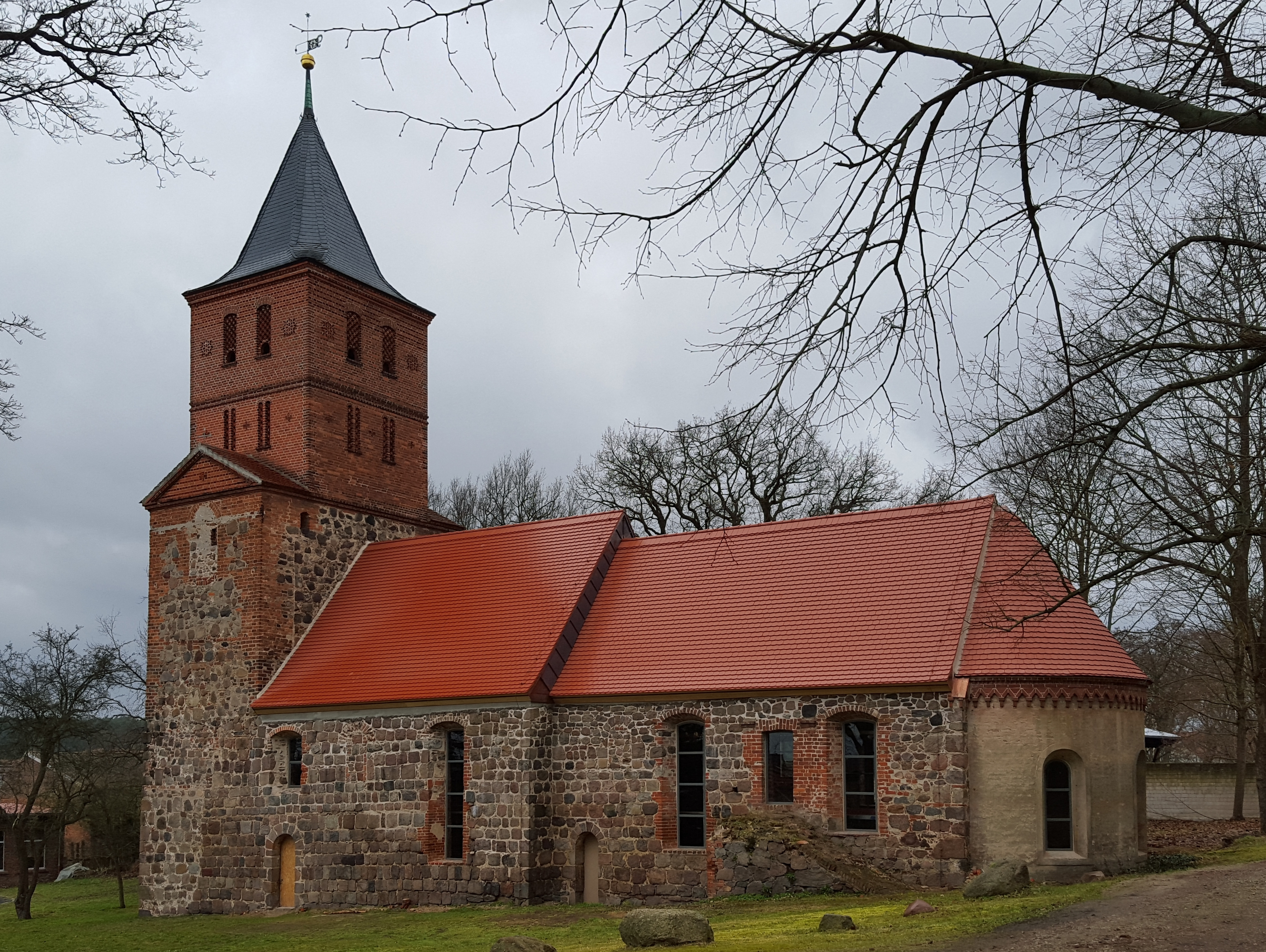
Ruine der Kirche von Rogäsen

Die Dorfkirche Rogäsen ist das älteste Baudenkmal in Rogäsen. Sie wurde Anfang des 13. Jahrhunderts aus Feldsteinen errichtet. In späteren Jahrhunderten wurde ein Turmaufsatz aufgebaut, in dem sich ein Geläut mit zwei Glocken befindet, und eine Apsis geschaffen.
Die Rogäsener Kirche war eine Patronatskirche. Dem Schlossherrn oblag es als Kirchenpatron, für den Erhalt der Kirche aus eigenen Mitteln zu sorgen. Die Kirche von Rogäsen ist eine Teilruine. In der Zeit der DDR verschlechterte sich der bauliche Zustand des Bauwerks, Reparaturmaßnahmen blieben weitgehend aus. Anfang der 1970er-Jahre wurden daher die Gottesdienste eingestellt. Im Jahr 1978 wurde das Dach der Kirche abgerissen und die Innenausstattung wurde entfernt. Ein Wiederaufbau wird angestrebt.
Im östlichen Chor befand sich der Altar vor dem Rundbogen, der noch deutlich sichtbar ist. Der Fußboden war mit quadratischen Steinplatten belegt. Auf beiden Seiten des Kirchenraums befanden sich Bänke, oben auf der südlichen Seite eine Loge für den Patron der Kirche und auf der nördlichen Seite eine Loge für die Angestellten des Rittergutes. Das Kirchenschiff war mit Teppichen ausgelegt und eine Orgel befand sich auf einer westlichen Empore. An den Wänden hingen Bilder, die die biblische Geschichte darstellten und auf Wandtafeln waren die Namen der Rogäsener Männer genannt, die in verschiedenen Kriegen gefallen waren.
Seit Juli 2015 läuft die umfangreiche Sanierung und der Wiederaufbau der Kirchenruine.

## Gutshaus

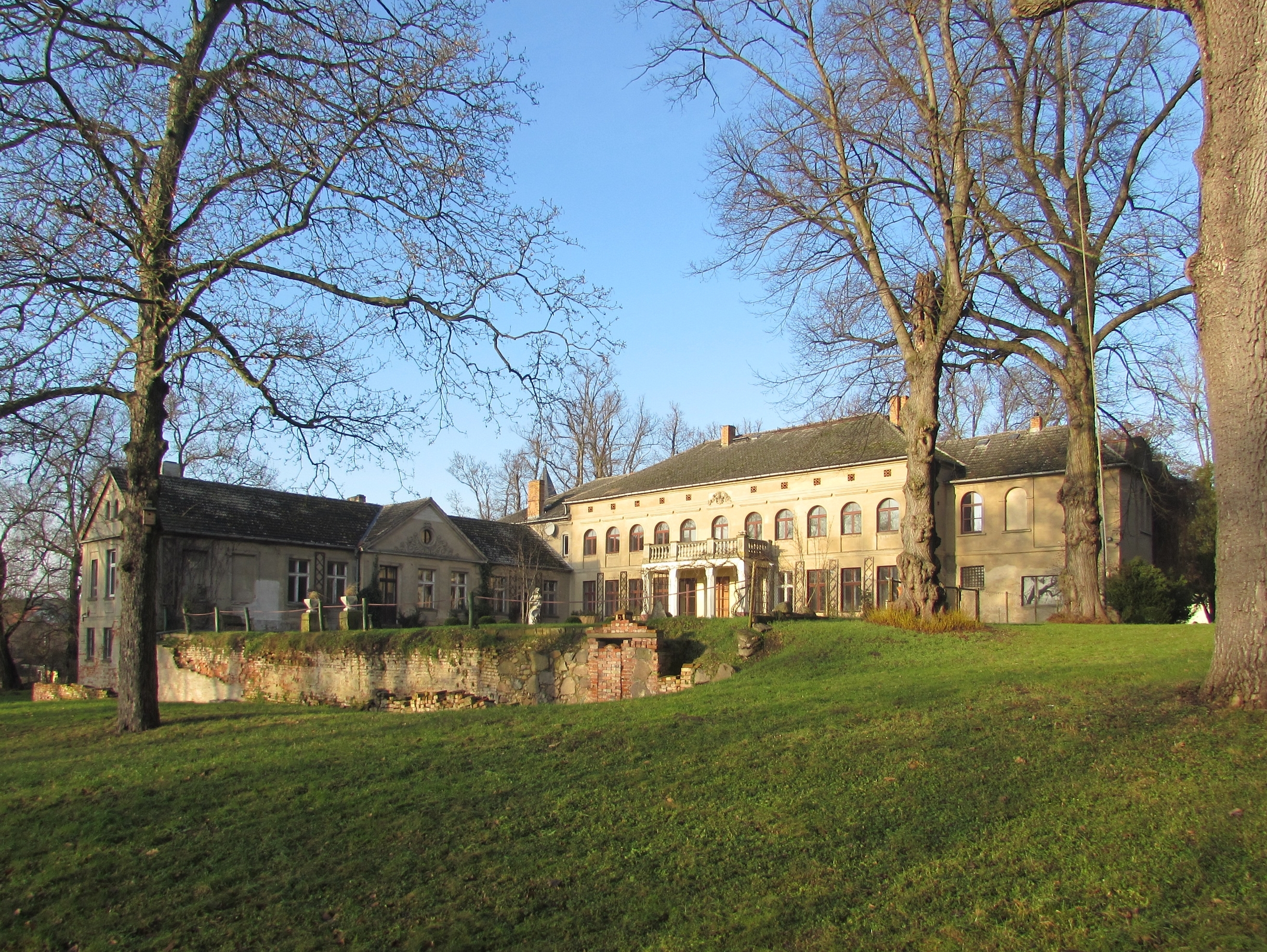
Südansicht des Gutshauses

Das Gutshaus Rogäsen (auch Herrenhaus oder Schloss) wurde 1765–1780 auf den Grundmauern eines Vorgängerbaus errichtet. Es hat eine einfach gegliederte Fassade mit einem Balkon und einem Wappenrelief über dem Haupteingang. Umgeben wird das Schloss von einem Park von rund 25.000 Quadratmetern. Bis 1945 war das Schloss und der dazugehörige Grundbesitz, Eigentum der Familie von Wartensleben. Noch bevor die Rote Armee Rogäsen erreichte, war die Gräfin Elisabeth von Wartensleben, geborene Sachsenberg, zu Verwandten nach Westdeutschland geflohen. Auf Beschluss der sowjetischen Besatzungsmacht erfolgte nach dem Zweiten Weltkrieg im Zuge der Bodenreform die entschädigungslose Enteignung des gräflichen Familienbesitzes in Rogäsen.
Nach 1945 war zuerst eine sowjetische Kommandantur im Schloss untergebracht, bevor Flüchtlingsfamilien aus den ehemaligen Ostgebieten dort einquartiert wurden. Von 1957 an wurden die Räume für den Schulunterricht genutzt, dann auch als Kindergarten. Ab 1993 suchte die Gemeinde Kaufinteressenten für das Schloss, um weiterem Verfall vorzubeugen. Im Jahr 1997 wurden Schloss und ein Teil des Parks an Berliner Geschäftsleute verkauft, die versprachen, Arbeitsplätze in der Gemeinde zu schaffen und das Schloss zu erhalten. Diese Verpflichtungen wurden jedoch nicht erfüllt und im Jahre 2000 wurde das Schloss an die Familie König verkauft. Frau König ist Enkelin der Gräfin von Wartensleben, einer Tochter der letzten Besitzerin des Schlosses. Im Jahr 2013 wurde das Schloss mit Nebengebäuden und Park an einen anderen privaten Eigentümer verkauft.

## Persönlichkeiten
- Dietrich von Werder (1740–1800), geboren in Rogäsen, preußischer Beamter
- Ludwig Graf von Wartensleben (1831–1926), Politiker, Herr auf Rogäsen, starb in diesem Ort.